# María del Carmen Aguilar
María del Carmen Aguilar (* 22. Februar 1945 in Buenos Aires) ist eine argentinische Musikpädagogin und -wissenschaftlerin.

## Leben
Aguilar studierte an der Universidad de Buenos Aires Architektur, Musiktheorie und -analyse sowie Performance. Sie war Professorin für Musikanalyse an der Universidad de Buenos Aires. Außerdem gab sie Kurse für Musiklehrer, Musiker und Komponisten in Musikanalyse und Gehörtraining an Musikschulen und Universitäten in Argentinien, Uruguay, Brasilien, Mexiko, Spanien und Norwegen. Sie veröffentlichte Werke zur Musikdidaktik und -analyse und zur Chorleitung sowie Chorsätze.
Zwischen 1990 und 2000 hielt sie regelmäßige Seminare und Konferenzen für die International Society for Music Education (ISME). Von 1990 bis 1996 war sie Mitglied (ab 1994 Vorstand) der Kommission Education of the Professional Musician der ISME. Als ausübende Musikerin ist sie Sängerin und Direktionsassistentin des Estudio Coral de Buenos Aires, eines bedeutenden argentinischen Kammerchores unter Leitung von Carlos López Puccio, der sich besonders der Interpretation der Werke von Komponisten des 20. Jahrhunderts widmet und 1999 und 2009 mit dem Premio Konex de Platino ausgezeichnet wurde.
2019 wurde Aguilar mit dem Premio Konex de Platino ausgezeichnet.

## Schriften
- El Taller Coral, drei Teile
- Metodo para leer y escribir Musica a partir de la perception, 1978
- 12 Canciones populares Americanas, 1986
- mit Francisco Kröpfl: Propuesta para una Metodologia de Analisis Ritmico, 1986, 1988
- Estructuras de la Sintaxis Musical, 1990, 2. Auflage 1997
- Folklore para armar, 1991, Neuauflage 2007
- Introduccion al Lenguaje Musical, 1995
- Analisis de Obras Chorales, 1996
- Serie Cantar en Armonia, vier Teile zu je mehreren Bänden, 1998
- Serie Lecturas Complementarias zu „Metodo para leer...“, drei Bände 1998, Neuauflage 2009
- Analisis auditivo de la Musica, 1999
- Cinco Canciones Folkloricas, 1999
- Appender a escuchar Musica, Madrid 2002
- El Libro del Maestro, 2008